# Margaret Scott (Juicios de Salem)
Margaret Scott —nacida Stephenson— (c. 1615-22 de septiembre de 1692), fue declarada culpable de brujería durante los juicios de brujas de Salem y fue ejecutada por ahorcamiento el 22 de septiembre de 1692. Fue parte del último grupo en ser ejecutado, que también incluyó a Mary Eastey, Martha Corey, Ann Pudeator, Samuel Wardwell, Sr., Mary Parker, Alice Parker, y Wilmot Redd. Fue la única persona acusada de Rowley en ser ejecutada. Al ser de clase baja, viuda desde hacía tiempo y haber perdido a varios niños en la infancia, entraba en el prototipo de candidata a bruja. Cuando su marido Benjamín murió, le dejó solo una muy pequeña finca; siendo incapaz de volver a casarse, quedó reducida a la mendicidad lo que invitaba al resentimiento y la sospecha. De esta manera, sus circunstancias eran comparables a otra compañera en el patíbulo, Sarah Good.

## Biografía

### Primeros años
Margaret nació en Inglaterra alrededor de 1615, es probable que migrara a las colonias con sus padres. Visto el estatus de su futuro esposo, seguramente ella procedía de otra familia de clase baja. El primer registro de su presencia en Estados Unidos es su registro de matrimonio con Benjamin Scott en 1642. Tuvieron siete hijos, aunque sólo tres sobrevivieron hasta la edad adulta. Por aquel entonces era una creencia común que las brujas tenían dificultad en la crianza de los niños. La ciudad de Rowley concedió un terreno a Benjamín en 1664. Benjamin murió en 1671, dejando una finca de sólo 67 libras y 17 chelines, lo que tendría que ayudar a Margaret y su familia por el resto de su vida, ya que nunca se volvió a casar. En consecuencia, se redujo a mendigar.

### Juicios de Salem

#### Acusación y arresto
Margaret fue arrestada al final de los acontecimientos, como parte de la caza de brujas en Andover. Mary Walcott y Ann Putnam, Jr. habían sido llevadas a Andover el 11 de junio y de nuevo el 26 de julio para iniciar y perpetuar la caza de brujas que había. El principal acusador de Margaret fueron las dos familias más prominentes en Rowley, los Nelson y los Wycomb.

#### Examen
El examen de Margaret tuvo lugar el 5 de agosto de 1692. Es probable que la hubieran detenido el día anterior. Una de las brujas «confesadas», registrada sólo como «M. G.», afirmó que ella y Margaret se habían vuelto invisibles para golpear al capitán Wycomb con un palo, un evento que él corroboró. Cuando Margaret negó haber hecho esto, M. G. se mostró incrédula y reafirmó su acusación. Margaret fue acusada de brujería contra Frances Wycomb, de 17 años, y Mary Daniel, de 19 años, mujeres solteras de Rowley. Daniel era sirvienta en la casa del reverendo Edward Payson.

#### Juicio
Su juicio tuvo lugar en septiembre. El 15 de septiembre, Frances Wycomb testificó que Margaret había comenzado a atormentarla «al oprimirla y casi presionándome hasta la muerte», poco después de que la histeria de la brujería comenzara en Salem y que ella había continuado haciéndolo hasta el presente. Ann Putnam, Jr. y Mary Warren alegaron haber presenciado esta tortura. Mary Warren y Elizabeth Hubbard testificaron que habían presenciado la tortura de Mary Daniel. Sarah Coleman, de Newbury, juró que Margaret la había afligido recientemente tres o cuatro veces, «pinchándome, pellizcándome y sacudiéndome». Mary Daniel entró en gran detalle acerca de cómo Margaret la había atormentado, y también mencionó a Elizabeth Jackson como apareciendo con ella.

Me sentí muy mal de nuevo y sentí un gran pinchazo en las plantas de mis pies, y al cabo de un rato vi aparentemente la forma de Margaret Scott, que, sentada en una silla junto al fuego, me tiraba con la silla hacia abajo, hacia el suelo, y me atormentaba y pellizcaba mucho, y la veía marcharse a la puerta, en la que me quedaba muda y así continué hasta la mañana siguiente, encontrando una gran carga y pesadez en mi lengua.
Mary Daniel

Muchas de las pruebas presentadas contra ella provenían de acontecimientos que habían ocurrido cinco o diez años antes. Phillip y Sarah Nelson testificaron que Robert Shilleto —por entonces fallecido, por lo que no podía afirmar o negar la historia— se había quejado repetidamente de que Margaret era una bruja, afligiéndolo hasta su muerte. Jonathan Burbank, el capitán Daniel Wycomb y Frances Wycomb testificaron que Margaret había venido a la casa de Burbank, pidiendo maíz de su campo. Burbank le pidió inicialmente que esperara hasta que él lo recuperara de su campo, pero cuando ella persistió, su esposa le dio algo. Más tarde, cuando fue a sacar más maíz del campo, sus bueyes se negaron a moverse, lo que atribuyó a la fascinación de Margaret. Del mismo modo, Thomas Nelson testificó que Margaret había venido repetidamente a buscar madera, por el pago de una deuda que le debía. Después de negarlo, dos de sus vacas murieron, lo que él y sus vecinos consideraron antinatural, lo que le llevó a concluir que Margaret era una bruja.
Estos dos últimos ejemplos destacan un fenómeno comúnmente visto en la antigua caza de brujas, lo que los historiadores llaman «síndrome de culpabilidad de rechazo». Esto ocurre cuando las personas que rechazan a los mendigos se sienten culpables de hacerlo, y en lugar de admitir esto, vilipendian a la persona que les hizo sentirse culpables.
Margaret mantuvo su inocencia en todo el proceso, pero fue hallada culpable el 17 de septiembre de 1692 y condenada a ser ejecutada.

#### Ejecución
Fue ejecutada por ahorcamiento el jueves 22 de septiembre de 1692, con otros siete. Nicholas Noyes, oficiando como clérigo, según se informa se volvió hacia los cuerpos suspendidos de las víctimas y dijo: «Qué triste es ver ocho tumbas de infierno colgando allí». William Phips pronto cerró los juicios y este fue el último grupo en ser ejecutado. Finalmente, todos los demás acusados fueron puestos en libertad.

## Consecuencias

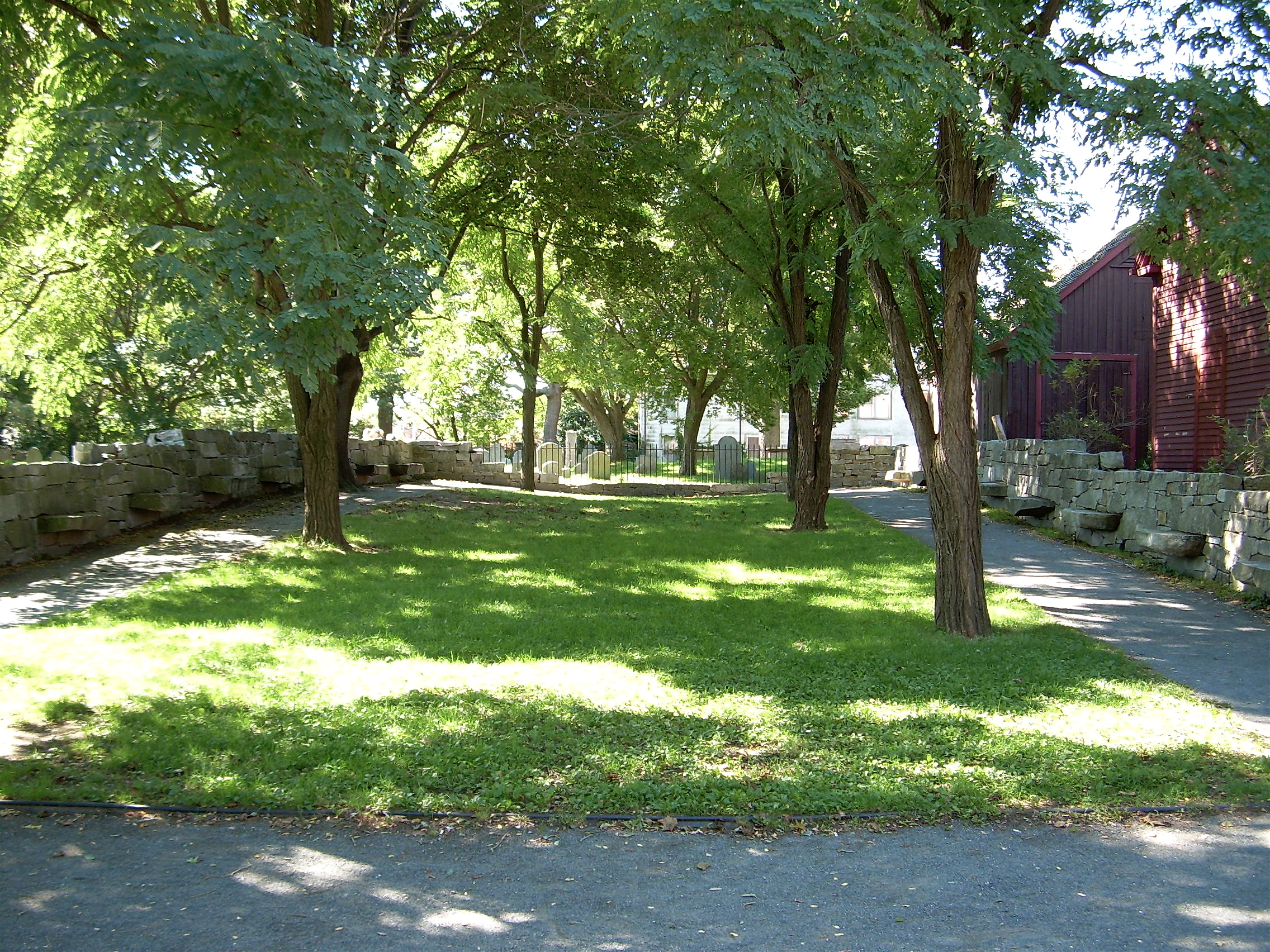
Parque conmemorativo de los Juicios en Salem

Margaret Scott tiene un banco conmemorativo en el Salem Witch Trials Memorial, junto con el resto de los hombres y mujeres que fueron ejecutados. Arthur Miller, que escribió El crisol, una obra basada en los juicios, habló en la dedicatoria, al igual que el premio Nobel Elie Wiesel. Ella también tiene un monumento conmemorativo de piedra en Rowley, donde vivía.
Fue oficialmente exonerada por su nombre el 31 de octubre de 2001 —Halloween—, más de tres siglos después de su juicio y ejecución. La mayoría de las brujas acusadas habían sido exoneradas a principios del siglo xviii, pero algunas familias, incluyendo la de Margaret, no se presentaron en ese momento. En 1957, Ann Pudeator fue señalada como exonerada junto con «ciertas otras personas», pero tardó casi cincuenta años más en nombrarse explícitamente a las cinco últimas víctimas. Paul Tirone, un representante del estado en ese momento cuya esposa es descendiente de Sarah Wildes, ayudó a aprobar el acto. Él dijo, «estas personas fueron víctimas de la histeria, y pagaron profundamente con sus vidas».
En marzo de 2012, la acusación original fue vendida en Nueva York en una subasta por 26 000 dólares. Fue el primer documento oficial de la caza de brujas de Salem en ser vendido en 30 años.